# Atletismo nos Jogos Pan-Americanos de 1975 - Salto em altura feminino
A prova do salto em altura feminino nos Jogos Pan-Americanos de 1975 foi realizada na Cidade do México, México.

## Medalhistas
| Ouro                            | Prata                    | Bronze                   |
| Joni Huntley USA Estados Unidos | Louise Walker CAN Canadá | Andrea Bruce JAM Jamaica |

## Resultados
| Posição           | Nome                | Nacionalidade      | Marca | Notas |
| ----------------- | ------------------- | ------------------ | ----- | ----- |
| Medalha de ouro   | Joni Huntley        | USA Estados Unidos | 1.89  |       |
| Medalha de prata  | Louise Walker       | CAN Canadá         | 1.86  |       |
| Medalha de bronze | Andrea Bruce        | JAM Jamaica        | 1.83  |       |
| 4                 | Deborah Brill       | CAN Canadá         | 1.81  |       |
| 5                 | Maria Luísa Betioli | BRA Brasil         | 1.81  |       |
| 6                 | Pam Spencer         | USA Estados Unidos | 1.77  |       |
| 7                 | Angela Carbonell    | CUB Cuba           | 1.74  |       |
| 8                 | Jurema da Silva     | BRA Brasil         | 1.71  |       |